# Kōmyō
L'empereur Kōmyō (光明天皇, Kōmyō Tennō, 11 janvier 1322 – 26 juillet 1380) est le second des prétendants de la Cour du Nord du Japon, bien qu'il ait été le premier soutenu par le shogunat Ashikaga. Il a régné du 20 septembre 1336 au 18 novembre 1348. Son nom personnel était Yutahito (豊仁).

## Généalogie
Kōmyō était le second fils l'empereur Go-Fushimi de la lignée Jimyōin-tō. Sa mère était la fille de Kinhira Saionji (西園寺公衡, Saionji Kinhira).

## Biographie
Quand Takauji Ashikaga, se rebellant contre la restauration de Kemmu, entre dans Kyōto en 1336, Go-Daigo fuit vers l'Enryaku-ji sur le mont Hiei. Malgré l'absence des trois Trésors sacrés, le prince Yutahito est sacré empereur, débutant ainsi la Cour du Nord. Go-Daigo, de son côté, s'enfuit à Yoshino où il fonde la Cour du Sud, ce qui débute l'époque Nanboku-chō.
Le 18 novembre 1348, Kōmyō abdique en faveur du fils aîné de son frère Kōgon, qui devient l'empereur Sukō.
En 1352, tirant parti d'une lutte intestine du clan Ashikaga, appelée Kannō no joran, l'empereur du Sud Go-Murakami entre dans Kyōto, prend la ville et emmenant Kōgon ainsi que les empereurs Kōmyō et Sukō et le prince héritier.
Durant la réunification de l'ère Shōhei, Kōmyō est assigné à résidence dans la province de Yamato, dans ce qui est aujourd'hui le village de Nishiyoshino, dans le district de Yoshino, préfecture de Nara. En 1355, de retour à Kyōto, il entre dans un monastère.

## Ères de son règne
(Cour du Nord)
- Ère Kemmu
- Ère Ryakuō
- Ère Kōei
- Ère Jōwa

(Cour du Sud)
- Ère Engen
- Ère Kōkoku
- Ère Shōhei

## Rivaux de la Cour du Sud
- Go-Daigo
- Go-Murakami